# سيلفانو بيرتيني
سيلفانو بيرتيني (بالإيطالية: Silvano Bertini)‏ (مواليد 27 مارس 1940) هو ملاكم إيطالي، مثّل بلاده في الألعاب الأولمبية الصيفية 1964.

## روابط خارجية
- سيلفانو بيرتيني على موقع بوكس ريك (الإنجليزية) (registration required)
- سيلفانو بيرتيني على موقع اللجنة الأولمبية الدولية (الإنجليزية)
- سيلفانو بيرتيني على موقع أوليمبيديا (الإنجليزية)
- سيلفانو بيرتيني على موقع اللجنة الأولمبية الإيطالية (الإيطالية)